# Il Faraglione (Antarktika)
Il Faraglione (italienisch für Der Stapel) ist ein 8 m hoher Klippenfelsen aus Granit vor der Scott-Küste des ostantarktischen Viktorialands. Er liegt 2,7 km östlich des Enigma Lake in der Terra Nova Bay. Vom Festland trennen ihn 50 m.
Der italienische Geowissenschaftler Carlo Baroni von der Universität Pisa entdeckte ihn 1987. Italienische Wissenschaftler benannten ihn 1997 nach einem gleichnamigen Felsen südlich der Insel Capri im Golf von Neapel.